# Marco Meschini
Marco Meschini (ur. 1972 w Varese) – włoski historyk, mediewista.

## Życiorys
Marco Meschini jest wykładowcą Katolickiego Uniwersytetu Sacro Cuore w Mediolanie. Jego zainteresowania badawcze koncentrują się wokół dziejów wypraw krzyżowych i historii wojskowości.

## Wybrane publikacje
- San Bernardo e la seconda crociata, (1998).
- 1204 – Tajemnica IV wyprawy krzyżowej i podboju Konstantynopola, przeł. Marek Myczkowski, Kielce: Wydawnictwo "Jedność" 2007 ISBN 978-83-7442-572-8.